# لاتزارو باستیانی
لاتزارو باستیانی (ایتالیایی: Lazzaro Bastiani ‏ ۱۴۲۹–۵ آوریل ۱۵۱۲) یک نقاش دورهٔ رنسانس ایتالیی بود که بیشتر در ونیز کار می‌کرد.
باستیانی اهل پادووا بود او نقاشی را به صورت حرفه‌ای و در ازای دریافت پول در ۱۴۶۰ آغاز کرد و در ۱۴۷۰ پرداخت به او به عنوان نقاش به اندازهٔ جووانی بلینی بود. در دههٔ ۱۴۸۰ باستیانی با جنتیله بلینی آغاز به همکاری کرد.

## نگارخانه

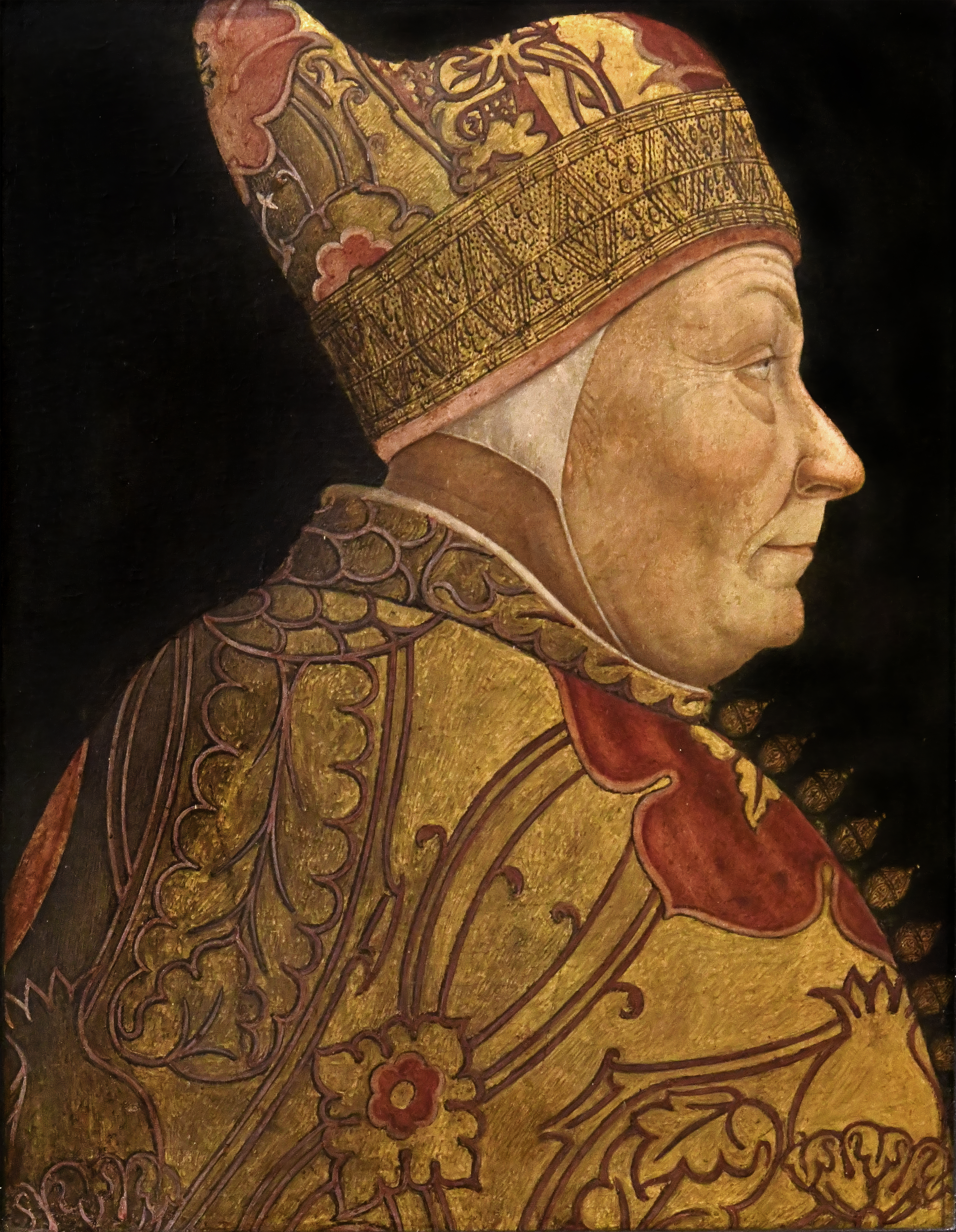
نقاشی دوجه ونیزی اثر باستیانی